# Цихесулори
Цихесулори (груз. ციხესულორი) — село в Грузии, на территории Ванского муниципалитета края (мхаре) Имеретия.

## География
Село находится в западной части Грузии, к югу от реки Риони, на расстоянии 3 километров к западу от города Вани, административного центра муниципалитета. Абсолютная высота — 179 метров над уровнем моря.

## Население
По результатам официальной переписи населения 2014 года, в Цихесулори проживало 1135 человек (564 мужчины и 571 женщина). В национальной структуре населения грузины составляли 99,9 %, русские — 0,1 %.
| Год  | Население, человек |
| ---- | ------------------ |
| 2002 | 1410               |
| 2014 | ↘ 1135             |